# Clash Mini
Clash Mini è stato un videogioco annunciato e sviluppato nel 2021 da Supercell. È stato uno dei tre giochi annunciati da Supercell nel 2021 (insieme a Clash Quest e Clash Heroes), ed è stato disponibile nei seguenti Paesi: Finlandia, Danimarca, Norvegia, Svezia, Islanda, Canada, Singapore, Cile, Filippine, Hong Kong, Sri Lanka, Australia, Nuova Zelanda, Irlanda e Regno Unito.
Il 14 marzo 2024 viene annunciata da Supercell l'interruzione dello sviluppo, seguita dallo spegnimento dei server il 25 aprile successivo.

## Modalità di gioco
Clash Mini è un videogioco strategico ambientato nell'universo di Clash, ed era progettato per essere giocato come un gioco da tavolo. In questo gioco, gli eserciti non combattono in arene o villaggi, ma su un tabellone di gioco. Entrambi i giocatori hanno i loro Mini ed Eroi e li piazzano contemporaneamente tramite l'elisir, dopodiché non potranno spostarli una volta posizionati (ad eccezione dell'eroe, che può essere spostato una sola volta dall'inizio della partita). Quando la fase di posizionamento è completata, la battaglia inizia, ma qui non c'è il coinvolgimento dei giocatori, il combattimento si svolgerà automaticamente.

### Duelli
Ogni duello è diviso in più round, e al termine di ognuno di essi sarà assegnato un punto al vincitore. Chi ottiene 3 punti si aggiudica la vittoria che dà trofei per poter avanzare nelle leghe, le quali daranno ulteriori ricompense. Dopo gli 800 trofei, le ricompense sbloccabili vengono aggiornate mensilmente e includono skin, risorse e avatar esclusivi. Lo stesso vale per i tornei.

### Tornei
Anch'essi sono divisi in round, nei quali 4 giocatori si scontreranno in battaglia. A differenza dei normali duelli, gli sfidanti otterranno i propri eroi e mini tramite una rotazione casuale. Nella prima scelta, però, ci sarà sempre un eroe che ha scelto il giocatore nella home.
Eventi speciali
Gli eventi speciali sono delle modalità speciali 1v1 che si aggiornano ogni settimana. Disponibili dopo i 1800 trofei, a dicembre 2023 gli eventi speciali in rotazione sono:
• Gizmo chaos, dove i gizmo fanno il loro ritorno sul tabellone;
• Super Elixir, dove viene fornito molto più elisir ad ogni round;
• Hero Trio, dove il giocatore avrà tre eroi sul campo da battaglia (uno scelto da lui e gli altri due casualmente)
Per ogni partita, si guadagneranno punti per sbloccare dei premi su un tracciato. Inoltre, per ogni vittoria si otterranno delle medaglie che andranno in una classifica a parte dei migliori giocatori.

### Missioni
Esistono tre tipi di missioni: giornaliere, settimanali e carrieristiche. Le prime due daranno come premio al completamento gettoni che serviranno ad avanzare nel pass mentre le caratteristiche forniscono ricompense come oro, frammenti, frammenti di un singolo mini e chiavi. 

### Clan
Nell’interfaccia di gioco dei Clan è possibile visualizzare le statistiche riguardo al clan. Nella parte superiore dello schermo possiamo notare il nome del clan ed il numero di membri. Premendo sulla i vicino al nome, invece, potremo avere più informazioni riguardo al clan, a chi ne fa parte e ai trofei che i membri del clan hanno.

### Incursioni del clan
Ogni giocatore può iniziare ogni 24 ore un'incursione contro il Golem di Lava che potrà combattere con gli altri membri del clan, per un massimo di 5. Ogni giocatore affronterà singolarmente il Boss e il suo esercito. Al termine della partita, in caso di vittoria, otterrà 15 punti. Per battere definitivamente il golem bisogna ottenere 200 punti. Man mano che si fanno incursioni la difficoltà aumenterà; passando da beginner (facile), veteran (media) e nightmare (difficile). Con l'aggiornamento 8, le incursione del clan vengono momentaneamente rimosse.

### Spedizioni
In questa modalità PvE il giocatore avrà a che fare con diverse sfide che gli insegneranno a migliorare le proprie capacità, dandogli ricompense in caso di vittoria. La modalità è divisa in tre capitoli a loro volta divisi in tre difficoltà (facile, media, difficile), le quali si sbloccano man mano che il giocatore completa i livelli. Inoltre ogni livello presenta delle ulteriori sfide da completare per ottenere altri premi. Con l'aggiornamento 8, le spedizioni vengono momentaneamente rimosse dal gioco.

### Ricompense giornaliere
Ogni giorno il giocatore riceverà delle ricompense non appena aprirà il gioco. La sezione dei premi giornalieri si trova nelle impostazioni, in alto a destra. I premi forniscono monete, frammenti e chiavi.

### Macchina a gettone
Ogni volta che un'unità verrà potenziata si otterrà un gettone a forma di spada (comune, raro o epico) con il quale si potrà ottenere, attraverso la macchina a gettone, una skin, un mini o un'altra valuta di gioco. La macchina a gettone si sblocca a 90 trofei.

## Personaggi
Lo sblocco dei personaggi su Clash Mini avviene con un ordine cronologico. All'inizio del gioco, si avranno a disposizione solo quelli del set comune. Per sbloccare i set successivi servirà potenziare la qualità dei mini grazie a oro e frammenti. Livellando ciascun Mini si sbloccheranno premi puramente cosmetici (senza nessun vantaggio sul gameplay effettivo) e XP del collezionista. Una volta raccolti 4 XP, si potrà sbloccare casualmente uno dei personaggi del set. Una volta sbloccati tutti i mini di un certo set, si passerà a quello successivo. All'aggiornamento 8, i set sono: 
• Comune
• Non comune
• Raro
• Epico
• Leggendario
• Leggendario I

### Eroi
- Fanciulla scudiera: direttamente dalla mitologia norrena, è uno degli eroi iniziali insieme al re barbaro e alla regina degli arcieri, grazie al suo scudo è in grado di rimandare al mittente i danni subiti durante la propria super.
- Contessa: questa vampira è in grado di teletrasportarsi vicino al nemico più lontano curandosi e infliggendo danni aggiuntivi quando colpisce alle spalle.
- Re barbaro: da CoC, aumenta di danni degli alleati vicini per un breve periodo di tempo e diventa temporaneamente immortale quando ha pochi punti vita.
- Regina degli arcieri: da CoC e CR, lancia frecce con la sua balestra e diventa invisibile per un breve periodo di tempo durante la propria super.
- Campionessa reale: da CoC, colpisce i nemici con la lancia dopodiché lancia il suo scudo durante la super.
- Monaco: un vecchio monaco che stordisce i nemici con un potente pugno.
- Maestro d'onda: questo tritone attacca i nemici con il tridente dopodiché fa uno scatto verso il nemico più lontano durante la super, stordendo tutti nemici sul proprio cammino.
- Re degli scheletri: da CR, colpisce i nemici con una grossa mazza e come abilità speciale è in grado di tornare in vita dopo aver rubato le anime degli altri mini.
- Madre natura: unico eroe capace di trasformarsi, può assumere forma umana e da cervo attaccando a distanza da umana e nella mischia da cervo. È inoltre in grado di rigenerare la vita e l'energia di sé stessa e degli alleati.
- Gran sorvegliante: da CoC, è in grado di proteggere sè stesso e i mini alleati con uno scudo resistente e colpisce i nemici a distanza con il suo bastone lancia-fulmini.
- Furia rosa: attacca i nemici con un grosso martello e diventa sempre più forte in base a quanto elisir il giocatore non ha speso.
- Macchina da guerra: da CoC, colpisce i nemici con un martello che durante la super diventa elettrico e infligge molti più danni; l'eroe inoltre dà la possibilità di posizionare un gizmo.

### Mini
- Barbaro: da CoC e CR, in grado di aumentare la propria velocità di attacco ogni volta che colpisce un nemico;
- Arciere: da CoC e CR, colpisce il nemico più lontano.
- Goblin lanciere: da CR, a inizio partita tira una lancia che infligge gravi danni agli avversari di fronte a sé.
- Cavaliere: da CR, colpisce i nemici con la spada e rigenera brevemente quando ha pochi punti vita.
- Valchiria: da CoC e CR, gira su se stessa infliggendo danni ad area intorno a sé.
- Mini PEKKA: da CR, ogni colpo andato a segno ha una probabilità di fare danni aggiuntivi ed è in grado di rubare l’energia ai nemici colpiti.
- Arciere magico: da CR, scaglia frecce in grado di penetrare i nemici in linea retta ed è in grado di diventare momentaneamente invisibile.
- Guardia: da CoC e CR, abilità simile al cavaliere.
- Gran cavaliere: da CR, salta infliggendo danni ad area intorno a sé stordendo i nemici.
- Boscaiolo: da CR, rilascia un incantesimo furia che potenzia gli alleati.
- PEKKA: da CoC e CR, ogni colpo andato a segno ha una probabilità di fare danni aggiuntivi ed è in grado di diventare invulnerabile per un breve periodo.
- Scheletro gigante: da CoC e CR, quando viene sconfitto rilascia una bomba che danneggia i nemici intorno a se.
- Stregone elettrico: da CR, lancia fulmini e saette che paralizzano i nemici per un breve periodo.
- Stregone di ghiaccio: da CoC e CR, tira delle palle di neve che rallentano i nemici.
- Minatore: da CoC e CR, a inizio partita scava un tunnel in linea retta che gli permette di raggiungere i nemici dall’altra parte del campo.
- Stregone: da CoC e CR, lancia sfere infuocate che colpiscono ad area danneggiando i nemici nel tempo impedendogli di rigenerare.
- Bocciatore: da CoC e CR, lancia delle rocce in linea retta che sbalzano via e stordiscono i nemici.
- Principe: da CR, a inizio partita effettua una carica che infligge doppi danni al nemico colpito. Una volta sconfitto, il suo cavallo combatte al suo posto.
- Goblin cerbottaniere: da CR, infligge danni con la sua cerbottana alle truppe lontane e come il barbaro aumenta la propria velocità di attacco ogni volta che colpisce un nemico.
- Gigante dorato: colpisce i nemici a pugni e li stordisce con una testata durante l'abilità, rimanendo stordito a sua volta ma rigenerando.
- Strega: da CoC e CR, attacca i nemici con sfere magiche e genera scheletri durante l'abilità speciale.
- Pescatore: da CR, a inizio partita porta i nemici dalla propria parte del campo con il suo arpione, stordendoli. Una volta fatto ciò li colpisce con un pesce.
- Guaritrice guerriera: da CR, attacca i nemici con la spada e rigenera sé stessa e gli alleati circostanti.
- Moschettiere: da CR, spara col moschetto e come abilità spara un colpo potente che stordisce brevemente i nemici, infliggendo danni maggiori.
- Guaritrice lanciera: tira lance al nemico e come abilità scaglia una lancia che rigenera gli alleati in una linea retta.
- Spadaccino: attacca i mini con un pesce spada intercettando tutti i nemici circostanti durante l'abilità.
- Fantasma Royale: da CoC e CR, colpisce i nemici con una spada e diventa invisibile per un breve periodo di tempo.
- Fuorilegge: da CR, colpisce i nemici con un bastone e fa uno scatto verso il più lontano rubando energia a tutti quelli presenti sul tragitto.
- Goblin: da CoC e CR, colpisce i nemici col suo pugnale e con l'abilità aumenta la velocità di attacco e movimento per 4 secondi se non viene colpito.
- Principessa: da CR, lancia freccia verso il nemico più lontano e ne colpisce 3 durante la super.
- Principe nero: da CR, carica il nemico a inizio partita infliggendo danni ad area e guadagnando uno scudo.
- Golem di elisir: da CR, una volta abbattuto dà 3 di elisir a entrambi i giocatori.
- Disinnescatore: è in grado di disarmare i nemici per breve tempo ed è l'unica unità removibile, una volta potenziato a 3 stelle.
- Gigante: da CoC e CR, è il mini più resistente.
- Marinaio: attacca il nemico a distanza e ad ogni colpo sparato si allontana.
- Pugile da battaglia: colpisce una vasta area dopo aver caricato la super.
- Lanciatore di coltelli: lanci coltelli ed infligge danni man mano maggiori.
- Recluta royale: durante la super ottiene uno scudo per sé e per gli alleati.
- Abitante del villaggio: supporta l'eroe dandogli maggiore velocità di attacco.
- Domatore di cinghiali: salta nel campo nemico infliggendo danni e stordimento.
- Esperto di esche: può essere spostato in un'altra casella lasciando in quella precedente un manichino.
- Cane scheletrico: da Clash Quest, per ogni alleato eliminato guadagna velocità di attacco ed è in grado di ritornare in vita come il re degli scheletri.
- Guardiana dell'Inferno: tramite una staffa lancia un raggio di fuoco che infligge sempre più danni.
- Boia: da CR, lancia un'ascia che torna indietro, arrecando danni a tutti i nemici sul suo cammino.
- Cacciatore di taglie: attacca i nemici infliggendo danni maggiori agli eroi.
- Apprendista monaco: silenzia le abilità degli avversari per 3 secondi.
- Cacciatore di squali: agendo in modo simile al pescatore, attrae il nemico più lontano nel campo alleato attraverso una trappola.
- Strega delle tempeste: stordisce i nemici generando un tornado nei loro paraggi.

### Gizmo
I Gizmo sono degli edifici che si possono sbloccare in battaglia potenziando i Mini tra un round e l'altro. Per un certo periodo sono stati disponibili nelle partite classificate, dopodiché sono stati riallocati negli eventi speciali. Come citato nella lista degli eroi, i Gizmo possono essere generati nelle partite classificate solo dalla Macchina Da Guerra
- Estrattore di elisir: estrae elisir dal terreno durante i round.
- Mucho puncho: colpisce i nemici con un pugno meccanico spingendoli lontano.
- Sauna: riporta in vita un mini con un potenziamento di velocità di attacco.
- Specchio santo: respinge i danni nemici.
- Cannone: colpisce i nemici dando priorità agli edifici. Infligge danni maggiori allo Specchio santo.
- Corno da guerra: rende gli alleati circostanti immuni agli effetti da stordimento.
- Campo di allenamento: incrementa la potenza di attacco degli alleati immediatamente circostanti.
- Lanciatore di pancake: lancia pancake che rigenerano e potenziano l'alleato più lontano.
- Artiglieria tascabile: lancia un missile dopo 10 secondi dallo schieramento se non viene distrutta prima.
- Pentola calda: a 10 secondi dallo schieramento genera un ometto infuocato con un'alta potenza di attacco (ma che diminuisce man mano che attacca i nemici).